# Diodă tunel

Simbolul diodei tunel

O diodă tunel sau diodă Esaki este un tip de diodă semiconductoare care are efectiv „rezistență negativă” datorită efectului mecanic cuantic numit tunel. A fost inventat în august 1957 de Leo Esaki și Yuriko Kurose pe când lucrau la Tokyo Tsushin Kogyo, astăzi Sony. În 1973, Esaki a primit Premiul Nobel pentru Fizică pentru demonstrația experimentală a efectului de tunel de electroni în semiconductori. Robert Noyce a conceput independent ideea unei diode tunel în timp ce lucra pentru William Shockley, dar nu a avut motivație să o ducă la finalitate. Diodele tunel au fost fabricate pentru prima dată de Sony în 1957, apoi și de General Electric și alte companii din jurul anului 1960, și sunt încă fabricate în volume mici astăzi.
Diodele tunel au o joncțiune pozitiv-negativ (P-N) puternic dopată, care are o lățime de aproximativ 10 nm (100 Å). Dopajul puternic are ca rezultat o întrerupere a benzii, unde electronii din banda de conducție de pe partea N sunt mai mult sau mai puțin aliniați cu golurile din banda de valență de pe partea P. De obicei, sunt fabricate din germaniu, dar pot fi fabricate și din arseniură de galiu, antimoniură de galiu (GaSb) și materiale de siliciu.

## Funcționarea la polarizare directă

Caracteristica curent-tensiune a unei diode tunel

La polarizare directă normală, cu creșterea tensiunii, electronii întâi tunelează prin bariera foarte îngustă a joncțiunii p-n deoarece nivelele umplute cu electroni din banda de conducție din regiunea n se aliniază cu nivelele libere din banda de valență din regiunea p a joncțiunii. Dacă tensiunea crește mai mult, aceste nivele devin mai puternic defazate iar curentul scade — ceea ce se numește rezistență negativă, deoarece curentul scade cu creșterea tensiunii. Dacă tensiunea crește mai mult, dioda începe să funcționeze ca o diodă normală, unde electronii se deplasează prin conducție prin joncțiunea p-n, și nu prin tunelarea prin bariera de potențial. Astfel, cea mai importantă regiune de funcționare a unei diode tunel este regiunea de rezistență negativă (caracteristica diodei tunel are forma literei N).